# Vespa tropica
Vespa tropica (лат.) — вид тропических ос-шершней.

## Описание
Цвета головы и груди чёрный или красный (у разных подвидов). Чёрное брюшко обладает широкой характерной жёлтой полосой на втором сегменте. Рабочие имеют размер 24—26 мм, матки до 30 мм.
Vespa tropica ассоциированы с лесами от низменностей до высот в 2100 м.
Гнезда обычно находятся в пределах 3 м над землёй в дуплах деревьев или в подземных полостях, как правило, вглубь до 20 см, включая находку внутри мёртвой древесины (бревна), частично погребённой в почве. В непосредственной близости от жилых помещений гнездится под крышами, на чердаках и сараях.

## Распространение
Южная Азия: от Афганистана до Филиппин и Новой Гвинеи. Западная Африка. Инвазивный вид, обнаруженный в 2016 году на Гуаме и с тех пор считается постоянным обитателем экосистемы острова, пока не будет найдено решение для их уничтожения.

## Подвиды
- Vespa tropica anthracina Bequard, 1936
- Vespa tropica cebuana Kojima & Reyes, 1984
- Vespa tropica deusta Lepeletier, 1836
- Vespa tropica eulemoides Buysson, 1904
- Vespa tropica haematodes Bequard, 1936
- Vespa tropica leefmansi Vecht, 1975
- Vespa tropica trimeres Vecht, 1957
- Vespa tropica trisignata Perkins, 1910
- Vespa tropica unicolor Smith, 1864